# Deramas herdi
Deramas herdi är en fjärilsart som beskrevs av Alan Charles Cassidy. Deramas herdi ingår i släktet Deramas och familjen juvelvingar. Inga underarter finns listade i Catalogue of Life.